# Lovro Klemenčič
Lovro Klemenčič, slovenski politik in publicist, * 9. avgust 1891, Šentvid pri Stični, † 28. julij 1928, Podbrezje.
Klemenčič Lovro je bil rojen leta 1891 v Šentvidu pri Stični. Pred 1. svetovno vojno je bil član Preporoda in Jugoslovanske narodno revolucioarne mladine. Med 1. svetovno vojno je bil kot vojak Avstro-Ogrske armade v Galiciji, kjer je padel v rusko ujetništvo. Kot prostovoljec je odšel v Srbijo. Leta 1917 ga je Nikola Pašić v imenu srbske vlade poslal v Rusijo, da bi navezal stike z novo revolucionarno vlado. Avgusta 1918 se je priključil Rdeči armadi.  Leta 1919 se je vrnil v domovino. Postal je član levega krila Jugoslovanske socialnodemokratske stranke JSDS) in deloval za njeno združitev s Socialistično delavsko stranko Jugoslavije (komunistov). Na Vukovarskem kongresu leta 1920 je bil izvoljen v Centralni komite KPJ in postal prvi sekretar Pokrajinskega komiteja KPJ za Slovenijo, vendar je bil leta 1922 izključen iz organizacije, ker je nasprotoval oboroženemu boju za oblast in zagovarjal parlamentarni boj stranke na volitvah, kar je bilo v nasprotju s stališči KPJ.